# Acqua Pia Antica Marcia
L'alimentazione primaria dell'acquedotto di Acqua Pia Antica Marcia di Roma era fornita dal restauro dell'antico acquedotto dell'Acqua Marcia, la cui ricostruzione fu affidata da papa Pio IX a Luigi Canina. Al termine dell'acquedotto è stata costruita la Fontana delle Naiadi in Piazza della Repubblica.

## Storia
La "Società dell'Acqua Pia Antica Marcia" nacque con il progetto di metà Ottocento di ripristinare l'antico acquedotto romano dell'Acqua Marcia. L'acquedotto Marciano, condotto a Roma nel 144 a.C. dal pretore Quintus Marcius Rex e reputato per qualità delle acque il miglior approvvigionamento della città, Plinio il Vecchio la definì "clarissima aquarum omnium" e "un dono fatto all'Urbe dagli dei"; fu interrotto assieme agli altri condotti idrici durante l'invasione dei Goti (537-538 d.C.). 
Nel 1868 la “Anglo Romana Water Company”, fondata nel 1865 ed in seguito ribattezzata “Società Anonima dell'Acqua Marcia”, diventò la "Società dell'Acqua Pia Antica Marcia". Il nome volle essere un tributo a papa Pio IX, il cui intervento economico fu di sostanziale importanza per la realizzazione dell'opera.
Il 10 settembre del 1870 il primo zampillo dell'Acqua Pia Antica Marcia sgorgò a piazza Esedra, l'attuale Piazza della Repubblica.
I capitali stranieri uscirono dalla società entro il 1880, e l'azienda rimase di proprietà di alcune famiglie della nobiltà romana per cinquant'anni. Negli anni Trenta l'Acqua Marcia fu acquistata dalla Società Adriatica di Elettricità.
La domanda cresceva, però, con l'espandersi della città, e l'incremento dell'approvvigionamento non avvenne senza resistenze: nel 1929, al momento della captazione di una fonte secondaria da immettere nell'acquedotto situata in comune di Agosta, gli abitanti del paese si organizzarono in una vera e propria guerriglia e non permisero alla società Acqua Pia Antica Marcia la captazione della seconda fonte.
La concessionaria riuscì a completare l'ampliamento solo dopo la fine della seconda guerra mondiale.
Nel 1964, alla scadenza della concessione alla Società Acqua Pia Antica Marcia, l'Acquedotto Marcio venne trasferito all'ACEA (Azienda Comunale Elettricità e Acque), divenuta dal 1945 l'unico gestore delle acque a Roma.
In seguito a ciò l'attività della Società dell'Acqua Pia Antica Marcia si spostò sul settore immobiliare. In questa nuova veste la società venne quotata alla Borsa di Milano nel 1973. Dal 1964 al 1984 controllò anche le Terme di Fiuggi.
Negli anni Ottanta l'Acqua Marcia divenne la holding dell'immobiliarista Vincenzo Romagnoli, dalla quale dipendevano le attività immobiliari (Beni Stabili), di costruzioni (Cogefar), televisive (Odeon TV), cinematografiche (Titanus).
Nel 1994 Francesco Bellavista Caltagirone rilevò la società da Romagnoli, facendovi confluire altre attività e rendendola in questo modo la holding del proprio gruppo, chiamato per questo Gruppo Acqua Marcia.
Dalla capogruppo dipendevano quattro sub-holding ognuna delle quali impegnata in uno specifico settore economico: immobiliare, porti turistici, aeroportuale e alberghiero.
Nel 2006 la società fu cancellata dal listino di borsa a seguito dell'offerta pubblica d'acquisto lanciata dall'Acqua Marcia Holding S.A..
Nel settembre 2012 la società decise di procedere al deposito presso il Tribunale di Roma di un'istanza prenotativa per l'accesso alla procedura concordataria (ex art. 161 comma 6 L.F.), decisione confermata nel CdA del gennaio successivo.
A distanza di anni, nel 2017 la procedura non è ancora completata.